# حوش تل صفیه
حوش تل صفیه (به عربی: حوش تل صفیة) یک منطقهٔ مسکونی در لبنان است که در شهرستان بعلبک واقع شده‌است. حوش تل صفیه ۱٬۰۲۵ متر بالاتر از سطح دریا واقع شده‌است.